# Abdul Khattab
Abdul Khattab (født 20. marts 1993) er en dansk professionel bokser i mellemvægt. Han er af palæstinensisk oprindelse og født og opvokset i den palæstinensiske flygtningelejr Ein el-Hilweh i Libanon, men kom til Danmark i 2001 og er siden blevet dansk statsborger. Han begyndte at bokse i CIK Boksning  som 10-årig i 2004. Han har været nordisk mester, seksdobbelt Danmarksmester, Årets Bokser og nævnes jævnligt som et af de største danske boksetalenter i nyere tid. Siden 2012 har han bokset som professionel. 

## Baggrund
Abduls far Bilal Khattab er selv eksbokser, og Abdul har fem brødre, hvoraf de fire også dyrker boksning i forskellige vægtklasser: Ud over lillebroderen Anas Khattab er brødrene Ahmed Khattab  seksdobbelt dansk mester og Jehad Bilal Khattab og Mahmoud Khattab hver femdobbelt dansk mester.
Abdul Khattabs erklærede forbillede er Mikkel Kessler. Deres fælles træner Ricard Olsen har udtalt, at Abdul er bedre end Kessler i samme alder.

## Professionelle kampe
| 20 Vundne (5 knockouts), 3 Tabte, 1 Uafgjorte |             |                      |      |             |                    |                                                  |                                       |
| Resultat                                      | Rekordliste | Modstander           | Type | Rd., Tid    | Dato               | Sted                                             | Noter                                 |
| Vandt                                         | 20–3-1      | Daniel Przewieslik   | UD   | 4 (4)       | 23. november 2024  | Forum Kolding, Kolding, Danmark                  |                                       |
| Vandt                                         | 19–3-1      | Melvin Wassing       | UD   | 6 (6)       | 7. oktober 2023    | Arena Næstved, Næstved, Danmark                  |                                       |
| Tabte                                         | 18-3-1      | Mikalai Vesialou     | UD   | 12 (12)     | 19. oktober 2019   | Spiroudome Arena, Charleroi, Belgien             | Om WBA Continental mellemvægts titlen |
| Vandt                                         | 18–2-1      | Rafal Jackiewicz     | UD   | 8 (8)       | 4. juli 2019       | Ringriderteltet, Aabenraa, Danmark               |                                       |
| Vandt                                         | 17–2-1      | Adnan Hadzihajdic    | KO   | 1 (6), 0:15 | 23. februar 2019   | Vesterhavshallen, Ringkøbing, Danmark            |                                       |
| Vandt                                         | 16–2-1      | Oliver Flodin        | UD   | 8 (8)       | 19. januar 2019    | Struer Energi Park, Struer, Danmark              |                                       |
| Uafgjort                                      | 15–2-1      | Ronny Mittag         | PTS  | 8 (8)       | 27. oktober 2017   | Sport and Congress Center, Schwerin, Tyskland    |                                       |
| Tabte                                         | 15-2        | Arman Torosyan       | KO   | 6 (8), 2:12 | 21. januar 2017    | Struer Energi Park, Struer, Danmark              |                                       |
| Vandt                                         | 15–1        | Bartlomiej Grafka    | UD   | 6 (6)       | 15. oktober 2016   | Arena Nord, Frederikshavn, Danmark               |                                       |
| Vandt                                         | 14–1        | Attila Koros         | KO   | 7 (8), 0:39 | 19. marts 2016     | Musik Teatret, Albertslund, Danmark              |                                       |
| Vandt                                         | 13–1        | Francisco Cordero    | UD   | 8 (8)       | 12. december 2015  | Brøndby Hallen, Brøndby, Danmark                 |                                       |
| Vandt                                         | 12–1        | Istvan Kiss          | UD   | 6 (6)       | 12. september 2015 | Arena Nord, Frederikshavn, Danmark               |                                       |
| Tabte                                         | 11-1        | Howard Cospolite     | TKO  | 5 (8), 0:39 | 2. maj 2015        | Frederiksberg Hallerne, København, Danmark       |                                       |
| Vandt                                         | 11–0        | Mikheil Khutsishvili | UD   | 6 (6)       | 14. marts 2015     | Ballerup Super Arena, Ballerup, Danmark          |                                       |
| Vandt                                         | 10–0        | Alexey Ribchev       | UD   | 8 (8)       | 7. februar 2015    | Arena Nord, Frederikshavn, Danmark               |                                       |
| Vandt                                         | 9–0         | Laurent Ferra        | UD   | 8 (8)       | 29. november 2014  | Falkoner Centret, København, Danmark             |                                       |
| Vandt                                         | 8–0         | Goran Milenkovic     | UD   | 6 (6)       | 13. september 2014 | TAP 1, København, Danmark                        |                                       |
| Vandt                                         | 7–0         | Chris Jenkinson      | RTD  | 4 (6), 3:00 | 12. april 2014     | Blue Water Dokken, Esbjerg, Danmark              |                                       |
| Vandt                                         | 6–0         | Aleksei Tsatiasvili  | UD   | 6 (6)       | 15. februar 2014   | Musik Teatret, Albertslund, Danmark              |                                       |
| Vandt                                         | 5–0         | Dzianis Makar        | UD   | 6 (6)       | 10. maj 2013       | Urania Hall, Olsztyn, Polen                      |                                       |
| Vandt                                         | 4–0         | Janos Varga          | KO   | 2 (4), 2:29 | 2. februar 2013    | Ballerup Super Arena, Ballerup, Danmark          |                                       |
| Vandt                                         | 3–0         | Raimonds Sniedze     | UD   | 4 (4)       | 15. december 2012  | Gigantium, Aalborg, Danmark                      |                                       |
| Vandt                                         | 2–0         | Dmitrij Kalinovskij  | UD   | 4 (4)       | 26. maj 2012       | Randers Hallen, Randers, Danmark                 |                                       |
| Vandt                                         | 1–0         | Sergej Drob          | KO   | 2 (4), 2:35 | 7. april 2012      | Aalborg Kongres & Kulturcenter, Aalborg, Danmark | Professional debut.                   |

## Andet
Abdul Khattab spiller hovedrolle i dokumentarfilmen Skygge bokser fra 2014 instrueret af Mikkel Blaabjerg Poulsen. Filmen følger Abdul over et par år og tegner et nærgående portræt. Filmen blev vist på DR3 i marts 2014.

## Ekstern henvisning
Filmen Skygge Bokser hos Det Danske Filminstitut